# Xeromys myoides
Xeromys myoides é uma espécie de roedor da família Muridae. É a única espécie do género Xeromys.
Apenas pode ser encontrada na Austrália.